# Ренський Борис Борисович
Бори́с Бори́сович Ре́нський (13 вересня 1903, Суми — 1 листопада 1969, Клинці, Брянська область, під час гастролей) — керівник джаз-оркестру, засновник першого в Україні теа-джазу, диригент, конферансьє, джазовий композитор.

## Життєпис
Борис (Борух) Ренський народився 13 вересня 1903 року в Сумах. Його батько Борис Борисович Брандорф був власником пекарні та магазину, що знаходилися по вулиці Троїцькій.
1920 року закінчив Харківське музичне училище. З 1921 року працював музикантом в оркестрі, пізніше виступав на естраді в розмовному жанрі, був актором театрів мініатюр. У 1924 році прийшов на професіональну естраду як куплетист. Брав уроки диригування у А. Е. Маргуляна.
1929 року дебютував у Харкові зі своїм театралізованим джаз-оркестром — першим в Україні теа-джазом у складі: П. Жуга (труба), Я. Шварц (тромбон), З. Аграновський (сопрано-саксофон), П. Архипов, Г. Тахтаулов (альт-саксофон), К. Поляков (тенор-саксафон), С. Ізраїлева (фортепіано), М. Лазарєв (банджо), А. Ткаченко (ударні інструменти).
Концерти теа-джазу — своєрідні естрадно-музичні вистави, в яких використовувалися принципи естрадного огляду, ревю, водевілю; музиканти оркестру одночасно були і акторами. Програма складалася з окремих концертних номерів, де Ренський відігравав головну роль — виконував гумористичні сценки, оголошував номери, танцював. Артист був настільки популярний, що його досвід наслідували інші конферансьє. Оркестр, яким диригував Ренський, виконував класичні музичні твори та фантазії на теми популярних пісень і музики з кінофільмів. В 1934 році оркестр був запрошений на постійну роботу до Москви. Колектив багато гастролював по країні, популяризуючи джазову музику.
У своєму рідному місті Суми на початку 30-х років Борис Ренський разом з друзями Миколою Южним та Олександром Гаком також організували естрадний театр малих форм, який користувався великою популярністю у публіки — концерти проходили з аншлагами.
Борис Ренський товаришував з Едді Рознером, Дмитром Покрасом, Леонідом Утьосовим. У ті часи важко було знайти гарного музиканта, який не пройшов би школу в його джаз-оркестрі. Цей колектив успішно конкурував з популярним джазом Леоніда Утьосова.
У роки Другої світової війни джаз-оркестр Бориса Ренського вів активну концертну діяльність на фронтах (понад 2000 концертів), виступав перед воїнами з патріотичними програмами.
У 1946 році джаз-оркестр Ренського було розформовано як такий, що не відповідає художнім вимогам. У 1950 —60 роки музичний колектив перетворився на біг-бенд і виконував джазові композиції як радянських, так і західних композиторів — Дюка Еллінгтона, Каунта Бейсі та інших популярних джазових авторів. Борис Ренський був не тільки талановитим музикантом, а й композитором: писав пісні та твори для оркестру.
Свого часу з оркестром виступала відома співачка Віра Георгіївна Лещенко.
Помер артист 1 листопада 1969 року, похований у Москві на Востряковському цвинтарі.